# Chrysodema celebensis
Chrysodema celebensis es una especie de escarabajo del género Chrysodema, familia Buprestidae. Fue descrita científicamente por Kerremans en 1909.